# Leinach
Leinach è un comune tedesco di 3 209 abitanti, situato nel land della Baviera.